# Хидролиза
Хидролизата (от старогръцки: ὕδωρ – „вода“ + λύσις – „разлагане“) е процес на взаимодействие на вещества с вода, което води до образуване на различни химични съединения (киселини, основи и др.). Това често е обратим химичен процес, при който молекулите на разтвореното вещество встъпват във взаимодействие с диполите на водата.
Взаимодействието на йоните на водата, при което разтворът придобива киселинен или основен характер, се нарича хидролиза на соли. Хидролизират се соли, получени от слаба основа и слаба киселина, силна основа и слаба киселина, слаба основа и силна киселина. Не се хидролизират соли, получени от силна основа и силна киселина. Водата се йонизира до хидроксидни аниони и хидрониеви катиони.

## Хидролиза на соли
Хидролизата на соли е разновидност на хидролизата, при която протичат реакции на йонообмен в разтвори на разтворими соли. Движещата сила на процеса е взаимодействието на йоните с водата, при което се образува слаб електролит в йонен или молекулярен вид.
Различават се обратима и необратима хидролиза на соли:
1. Хидролиза на сол на слаба киселина и силна основа (хидролиза чрез анион):
{\displaystyle {\mathsf {CO_{3}^{2-}+H_{2}O\rightleftharpoons HCO_{3}^{-}+OH^{-}}}}
{\displaystyle {\mathsf {Na_{2}CO_{3}+H_{2}O\rightleftharpoons NaHCO_{3}+NaOH}}}
(разтворът има слабо алкална среда, реакцията протича обратимо, хидролизата във втори етап протича в незначителна степен)
2. Хидролиза на сол на силна киселина и слаба основа (катионна хидролиза):
{\displaystyle {\mathsf {Cu^{2+}+H_{2}O\rightleftharpoons CuOH^{+}+H^{+}}}}
{\displaystyle {\mathsf {CuCl_{2}+H_{2}O\rightleftharpoons CuOHCl+HCl}}}
(разтворът има слабо кисела среда, реакцията протича обратимо, хидролизата във втори етап протича в нищожна степени)
3. Хидролиза на сол на слаба киселина и слаба основа:
{\displaystyle {\mathsf {2Al^{3+}+3S^{2-}+6H_{2}O\rightarrow 2Al(OH)_{3}\downarrow +3H_{2}S\uparrow }}}
{\displaystyle {\mathsf {Al_{2}S_{3}+6H_{2}O\rightarrow 2Al(OH)_{3}\downarrow +3H_{2}S\uparrow }}}
(равновесието се измества към продуктите, хидролизата протича почти напълно, тъй като и двата продукта на реакция напускат реакционната зона под формата на утайка или газ)
4. Солта на силна киселина и силна основа не се хидролизира, а разтворът е неутрален.

### Степен на хидролизата
Под „степен на хидролизата“ се разбира съотношението на количеството (концентрацията) на солта, подложена на хидролиза, към общото количество (концентрация) на разтворената сол. Обозначава се с α.
{\displaystyle \alpha =({\frac {c_{h}}{c_{t}}})*100\%}
където {\displaystyle c_{h}} е броя молове хидролизирана сол, а {\displaystyle c_{t}} е общият брой молове разтворена сол. Колкото степента на хидролиза на солта е по-висока, толкова е по-слаба киселината или основата, която я образува. Това е количествена характеристика на хидролизата.